# Mark Plaatjes
Mark Plaatjes (Johannesburg, 2 juni 1961) is een voormalige Amerikaanse langeafstandsloper van Zuid-Afrikaanse herkomst. Hij werd in 1993 wereldkampioen op de marathon.

## Biografie
Plaatjes begon in 1984 aan zijn studie fysiotherapie aan de universiteit van Witwatersrand en behaalde in 1987 zijn masters. Hij werd tweemaal Zuid-Afrikaans kampioen op de marathon en tweemaal (1983 en 1985) Zuid-Afrikaans kampioen veldlopen. Vanwege de apartheid en de internationale boycot mocht hij echter niet meedoen aan internationale wedstrijden.
In 1988 vroeg Plaatjes politiek asiel aan in de VS. In 1991 won hij de marathon van Los Angeles in een tijd van 2:10.29. In 1993 werd hij zesde op de Boston Marathon en kwalificeerde zich hiermee voor het Amerikaanse nationale team. Op 24 juni 1993 kreeg hij het Amerikaans staatsburgerschap, waardoor hij mee kon doen aan het wereldkampioenschap marathon in Stuttgart. Dit werd het grootste succes van zijn carrière. Op het 40 km-punt leek Luketz Swartbooi de winnaar te worden, maar Plaatjes kon hem drie minuten voor de finish inhalen en won de gouden medaille in 2:13.57. Hij was hiermee de eerste Amerikaan die een gouden medaille won op een WK-lange afstand.
Mark Plaatjes woont in Boulder en is daar eigenaar van een revalidatiekliniek en trainer van een lokale triatlonvereniging. Plaatsjes is getrouwd en heeft drie dochters. Later werd hij werkzaam als trainer en was eigenaar van verschillende sportwinkels.

## Titels
- Wereldkampioen marathon - 1993
- Zuid-Afrikaans kampioen marathon - 1981, 1985
- Zuid-Afrikaans kampioen veldlopen - 1983, 1985

## Persoonlijke records
| Onderdeel | Prestatie       | Datum        | Plaats       |
| --------- | --------------- | ------------ | ------------ |
| 25 km     | 1:15.31 (ex-NR) | 11 mei 1991  | Grand Rapids |
| marathon  | 2:10.29         | 3 maart 1991 | Los Angeles  |

## Palmares

### halve marathon
- 1983:  Zuid-Afrikaanse kamp. in Port Elizabeth - 1:02.14
- 1985: 6e Zuid-Afrikaanse kamp. in Durban - 1:02.38
- 1990:  Parkersburg - 1:04.05
- 1990:  Citrus Bowl in Orlando - 1:02.42
- 1991: DNF Philadelphia Distance Run
- 1992: DNF WK in South Shields
- 1994: 10e San Blas in Coamo - 1:06.00
- 1994:  Trinity Hospital Hill- short in Kansas City - 1:02.44
- 1994: 11e Philadelphia Distance Run - 1:05.08
- 1999:  Boulder Back Roads - 1:10.46

### marathon
- 1980: 9e marathon van Faure - 2:19.55
- 1981:  marathon van Benoni - 2:24.32
- 1981:  marathon van Pietermaritzburg - 2:19.04
- 1981:  marathon van Faure - 2:17.06
- 1981:  Zuid-Afrikaanse kamp. in Potchefstroom - 2:16.17 (1e overall)
- 1981:  marathon van Marathon - 2:19.20
- 1982:  marathon van Kaapstad  - 2:17.09
- 1982:  marathon van Pietermaritzburg - 2:19.36
- 1983:  marathon van Johannesburg - 2:17.19
- 1984:  marathon van Glenmore Beach - 2:24.09
- 1984: 4e Zuid-Afrikaanse kamp. in Port Elizabeth - 2:14.03
- 1985:  Zuid-Afrikaanse kamp. in Port Elizabeth - 2:08.58 (1e overall)
- 1985:  marathon van Johannesburg - 2:15.02
- 1986:  marathon van Johannesburg - 2:16.55
- 1988:  marathon van Los Angeles - 2:10.41
- 1988:  marathon van Columbus - 2:12.18
- 1989:  marathon van San Diego - 2:16.51
- 1990: 4e marathon van Los Angeles - 2:13.44
- 1991:  marathon van Los Angeles - 2:10.29
- 1991:  marathon van Berlijn - 2:11.01
- 1992: 20e marathon van Londen - 2:14.23
- 1993:  marathon van Houston - 2:15.51
- 1993: 6e Boston Marathon - 2:12.39
- 1993:  WK - 2:13.57
- 1995: 5e marathon van Los Angeles - 2:15.41
- 1996: 8e Marine Corps in Washington DC - 2:31.24
- 2003: 12e Boulder Backroads - 3:05.57

### ultra
- 2001: DNF Comrades Marathon (89,6 km)
- 2013: 499e Old Mutual Two Oceans (56 km) - 4:27.13

1983 Robert de Castella ·
1987 Douglas Wakiihuri ·
1991 Hiromi Taniguchi ·
1993 Mark Plaatjes ·
1995 Martín Fiz ·
1997 Abel Anton ·
1999 Abel Anton ·
2001 Gezahegne Abera ·
2003 Jaouad Gharib ·
2005 Jaouad Gharib ·
2007 Luke Kibet ·
2009 Abel Kirui ·
2011 Abel Kirui ·
2013 Stephen Kiprotich ·
2015 Ghirmay Ghebreslassie ·
2017 Geoffrey Kirui ·
2019 Lelisa Desisa ·
2022 Tamirat Tola ·
2023 Victor Kiplangat